# Roullens
Roullens är en kommun i departementet Aude i regionen Occitanien  i södra Frankrike. Kommunen ligger  i kantonen Montréal som ligger i arrondissementet Carcassonne. År 2022 hade Roullens 581 invånare.

## Befolkningsutveckling
Antalet invånare i kommunen Roullens
Referens: INSEE